# Free Record Shop
Free Record Shop war eine internationale Einzelhandelskette zum Verkauf von Büchern, CDs, DVDs und Videospielen. Free Record Shop wurde von Johannes Arie (Hans) Breukhoven am 15. Oktober 1971 in Schiedam gegründet wurde. Zu seiner Hochzeit hatte das Unternehmen 200 Filialen in den Niederlanden und Belgien.

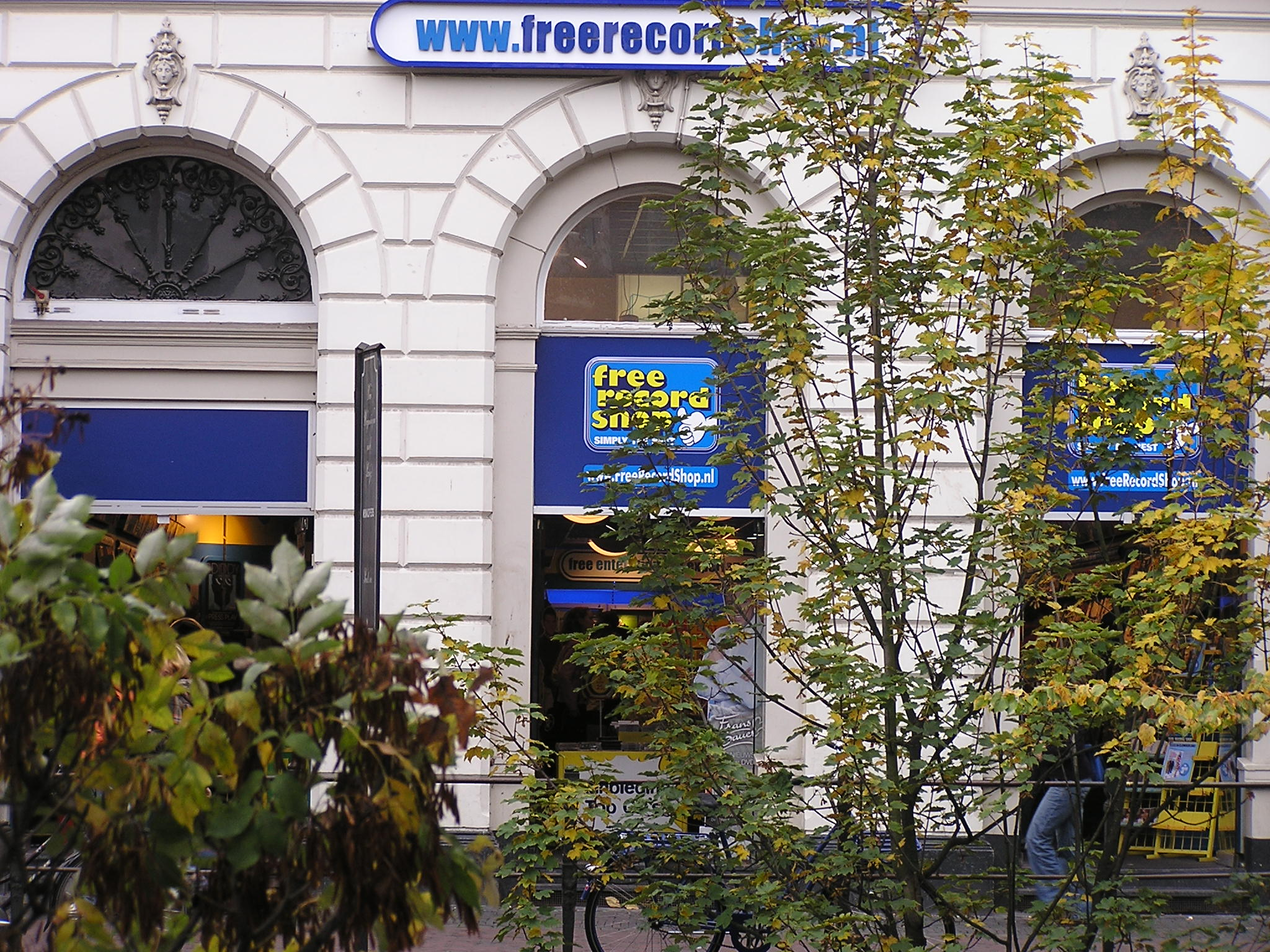
Free Record Shop in Utrecht, 2006

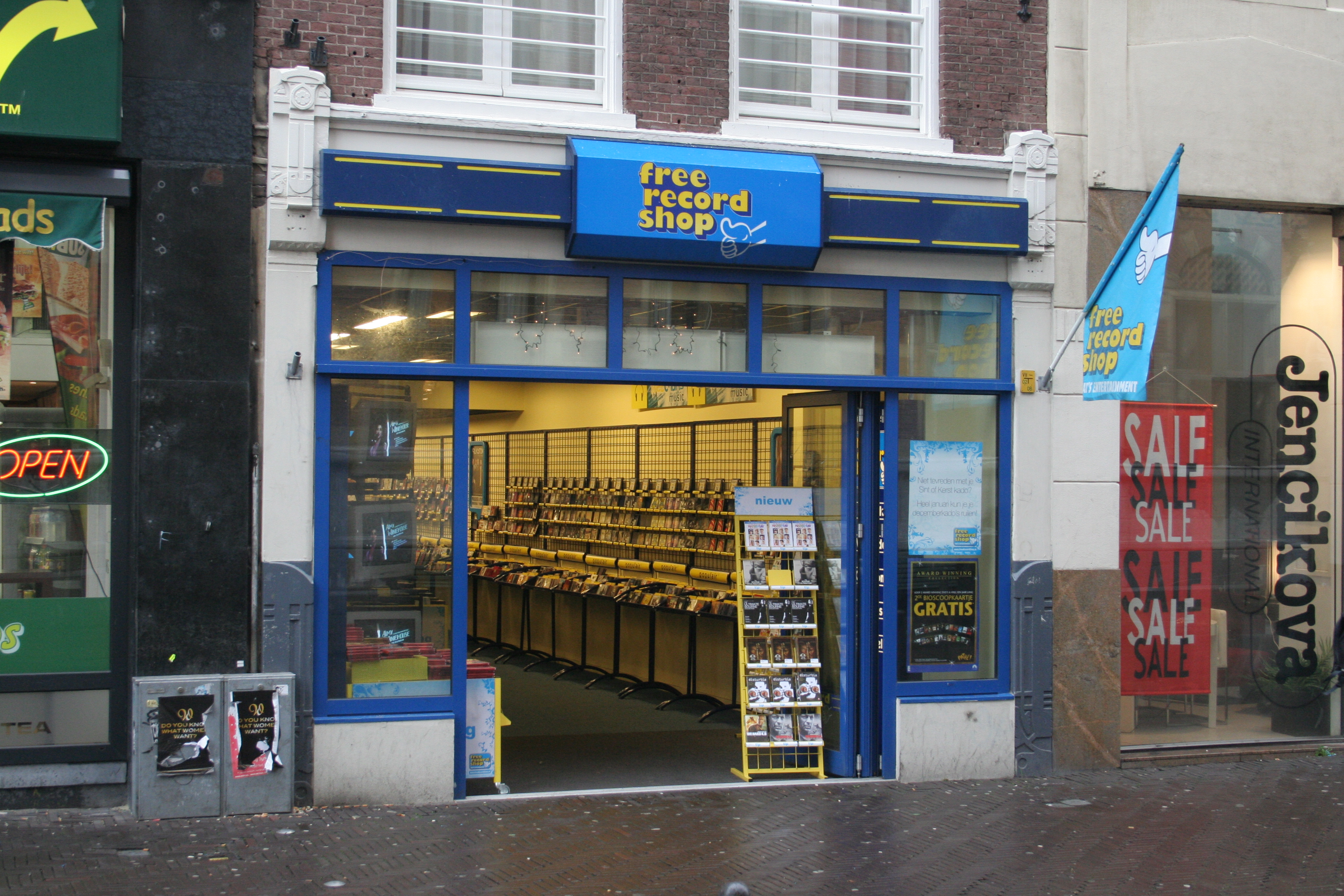
Filiale in Den Haag, 2008

## Geschichte
Hans Breukhoven eröffnete im Herbst 1971 ein Schallplattengeschäft in Schiedam. Der Laden war nicht Teil der Niederländischen Gemeinschaft der Schallplatten Fachgeschäfte (NVGD) und erhielt so von seinem Gründer den Namen Free Record Shop.
Im Jahr 1989 existierten bereits 72 Filialen in den Niederlanden und 6 Filialen in Belgien. In den darauffolgenden Jahren wurden außerdem auch Niederlassungen in Luxemburg eröffnet. Im Jahr 1997 wurde zusätzlich ein Webshop eröffnet.
Im Jahr 2006 übernahm das Unternehmen die belgische Einzelhandelskette Game Mania. Die Übernahme von Game Mania führte daher zu der Eröffnung von weiteren Game Mania Filialen in den Niederlanden. Im Jahr 2007 wurden die Geschäftsaktivitäten in Finnland (16 Filialen) und Norwegen (49 Filialen) an GameStop verkauft. Im Jahr 2008 existierten 182 Filialen des Unternehmens in den Niederlanden und 66 Filialen in Belgien.
Im Jahr 2013 wurde zunehmend bekannt, dass das Unternehmen Free Record Shop mit hohen Schuldenlasten zu kämpfen hatte. Die Profitabilität hatte sich über die Jahre mit der Einführung von digitalen Medien und Online Piraterie deutlich reduziert. So musste das Unternehmen im Jahr 2013 in den Niederlanden Insolvenz anmelden.
Am 2. Mai 2014 übernahm das Unternehmen Boekenvoordeel die Aktivitäten von Free Record Shop.